# 克里夫特尔
克里夫特尔（德語：Kriftel，發音：[ˈkʁɪftl̩]）是德国黑森州达姆施塔特行政区美因-陶努斯县的市镇，面积6.76平方千米，2023年12月31日人口为11,123人。

## 友好城市
- 法國 艾赖讷